# Jean-Abdo Arbach
Jean-Abdo Arbach BC (ur. 28 czerwca 1952 w Jabrud) – syryjski duchowny melchicki, od 2012 arcybiskup Himsu.

## Życiorys
Święcenia prezbiteratu przyjął 24 sierpnia 1980 w zgromadzeniu bazylianów soaryckich. Był m.in. radnym generalnym zakonu, proboszczem zakonnej parafii w Córdobie oraz dyrektorem bazyliańskiej szkoły w Zahli.
17 października 2006 został mianowany egzarchą apostolskim Argentyny ze stolicą tytularną w Hilta. 11 listopada 2006 mianowany został tytularnym biskupem Palmyry. Sakry udzielił mu 3 lutego 2007 melchicki patriarcha Antiochii Grzegorz III Laham, któremu towarzyszyli melchicki emerytowany arcybiskup Himsu Abraham Nehmé oraz melchicki arcybiskup Petry i Filadelfii Georges El-Murr. 23 czerwca 2012 został mianowany arcybiskupem Hims.